# 波多野聖
波多野 聖（はたの しょう、1959年 ‐ ）は、日本の小説家、ファンド・マネージャー。本名は藤原敬之（ふじわら のりゆき）
。農林中央金庫やクレディ・スイス、日興アセットマネジメント等で株式投資ファンド・マネージャーとして活動後、藤原オフィス・アセット・マネジメント代表取締役として独立。引退後作家となる。

## 人物
大阪市出身。大阪市立南田辺小学校卒業。大阪教育大学教育学部附属高等学校平野校舎を経て、一橋大学法学部卒業。堀部政男ゼミ出身。就職先としては当初日本長期信用銀行を第一志望としていたが、給料が良く仕事が楽という面接官の話に惹かれ、大学卒業後は農林中央金庫に入庫。
農林中央金庫大阪支社で外為輸入業務や融資業務に就いたのち、東京本店の資金証券部で300億円のポジションを持つ債券ディーラーとなる。やがて農林中央金庫が大蔵省（現財務省）から外国株式運用許可を得る見込みとなると、プロジェクトチームを立ち上げて1年3か月間ニューヨークとロンドンで証券会社等の研修を受けたのち、国際金融部で後に２兆円規模となる外国株式運用の枠組みを構築。
30歳のときロンドンでの管理業務職への異動を打診され、資産運用の現場から離れたくないという思いから農林中央金庫を退職する。以降、国内外の機関投資家で株式ファンド・マネージャーとして活躍。野村投資顧問課長待遇、クレディ・スイス投資顧問資産運用部株式ファンド・マネージャー、クレディ・スイス信託銀行マネージング・ディレクターを経て、日興アセットでは業界史上初となる冠セクション『藤原オフィス』を持ち日本株運用専門チーム代表として活動。2005年に藤原オフィス・アセット・マネジメント代表取締役として独立。2010年をもって資産運用から引退。
その後、『銭の戦争　第一巻　魔王誕生』で小説家デビュー。慶應義塾大学環境情報学部非常勤講師（2013年度・春学期）。週刊現代に2012年5月から2017年7月までコラム『カネ学入門』を連載。
Forbes JAPANにて小説『バタフライ・ドクトリン 胡蝶の夢』を連載（2016年３月号から2022年５月号）。

## 作品リスト
- 藤原敬之『日本人はなぜ株で損するのか？　5000億円ファンド・マネージャーの京大講義』（文春新書）2011年
- 『疑獄　小説・帝人事件』（扶桑社）2012年 / 文庫化改題『悪魔の封印   眠る株券』（ハルキ文庫）2015年
- 『銭の戦争』（ハルキ文庫）
  - 第一巻　魔王誕生（2012年）
  - 第二巻　北浜の悪党たち（2012年）
  - 第三巻　天国と地獄（2012年）
  - 第四巻　闇の帝王（2013年）
  - 第五巻　世界大戦勃発（2014年）
  - 第六巻　恋と革命と大相場（2014年）
  - 第七巻　紐育（ニューヨーク）の怪物たち（2014年）
  - 第八巻　欧州（ヨーロッパ）の金鉱（2015年）
  - 第九巻　世界壊滅計画（2015年）
  - 第十巻　魔王復活（2015年）
- 藤原敬之『カネ遣いという教養』（新潮新書）2013年
- 藤原敬之『カネ学入門』（講談社）2013年
- 『メガバンク絶滅戦争』（新潮社）2015年 / 文庫化改題『メガバンク最終決戦』（新潮文庫）2016年
- 『本屋稼業』（角川春樹事務所）2016年 /（ハルキ文庫）2017年
- 『メガバンク絶体絶命』（新潮文庫）2017年
- 『花精の舞』（角川書店）2017年/ 文庫化改題『能楽師の娘』（角川文庫）2019年
- 『ダブルエージェント　明智光秀』（幻冬舎文庫）2019年
- 『ディープフィクサー　千利休』（幻冬舎文庫）2020年
- 「メガバンク」シリーズ（幻冬舎文庫）
  - 『メガバンク宣戦布告　総務部・二瓶正平』（2020年）（新潮文庫『メガバンク最終決戦』を改題）
  - 『メガバンク絶体絶命　総務部長・二瓶正平』（2020年）（新潮文庫『メガバンク絶体絶命』を改題）
  - 『メガバンク最後通牒　執行役員・二瓶正平』（2020年）
  - 『メガバンク全面降伏　常務・二瓶正平』（2021年）
  - 『メガバンク起死回生　専務・二瓶正平』（2022年）
  - 『メガバンク無限戦争　頭取・二瓶正平』（2024年）
- 『黄金の稲とヘッジファンド』（角川文庫）2021年
- 『総合商社　特命班』（ハルキ文庫）2021年
- 『ピースメーカー　天海』（幻冬舎文庫）2021年
- 『総合商社　対露班』（ハルキ文庫）2022年